# Fatimidi
I Fatimidi (in arabo فاطِميّون‎?, Fāṭimiyyūn) costituirono la dinastia sciita ismailita più importante di tutta la storia dell'Islam. Essi si stabilirono nell'attuale Ifriqiya (odierna Tunisia).
Devono il loro nome all'asserita discendenza da Fātima bt. Muhammad, figlia del profeta Maometto, che dal suo matrimonio con ʿAlī b. Abī Tālib garantì una discendenza al Profeta.
La prima base del movimento — parte del più vasto movimento carmata — fu nel IX secolo in Siria nella città di Salamiyya, tra Ḥamāa e Homs (ar. Ḥimṣ). Il fatimide ʿUbayd Allāh al-Mahdī bi-llāh si propose come ḥanīf agli inizi del X secolo, e quindi di diritto come califfo e come l'Imām al-Qāʾim, "l'Imam permanente") che l'Ismailismo credeva si sarebbe manifestato alla fine dei tempi per ricondurre l'Islam alla sua originaria purezza. Questo provocò una frattura mai più ricompostasi con il resto del movimento carmata.
Sfuggito alle truppe abbasidi e agli stessi avversari carmati che lo consideravano un impostore e un traditore.
In un primo periodo di quattro anni ʿUbayd Allāh (che talora è chiamato anche Saʿīd o ʿAlī) non rivelò le sue intenzioni e la sua identità e si spostò nelle aree sottoposte al controllo dei kharigiti Midraridi per dare ancor meno nell'occhio ma qui fu sottoposto a misure di residenza sorvegliata per cinque anni.
In suo favore agì il responsabile della daʿwa (macchina propagandistica retta da dā‘ī, ovvero "missionari"), Abū ʿAbd Allāh al-Shīʿī, che con un esercito di devoti berberi convertiti sbaragliò le forze aghlabidi ad al-Arbus il 19 marzo del 909. 
Dalla Tunisia, i Fatimidi espansero il loro dominio fino alla Sicilia e il nord-Africa, culminato con il califfo al-Mu'izz e la conquista dell'Egitto. Furono promotori delle scienze e dell'arte, di cui resta traccia in Sicilia e nell'Università del Cairo fondata da Jawhar al-Siqilli (911-992), fra le più antiche e prestigiose nel mondo arabo, che ad oggi, dopo la rifondazione a inizio novecento, ancora forma la maggior parte degli imam di tutto il mondo.
Alla metà dell'XI secolo i Sunniti turchi Selgiuchidi vinsero i Fatimidi, respinti fuori dalla Siria. A questo declino seguì la perdita della Palestina, dopo le prime due Crociate, e la vittoria di Saladino in Egitto (1171), con l'inizio della nuova dinastia degli Ayyubidi.

## La conquista dell'Egitto
La conquista dell'Algeria e del Maghreb non contentò i Fatimidi. Essi infatti pretendevano di presentarsi a tutto il mondo islamico come i legittimi eredi politici del Profeta e dell'Ahl al-Bayt e Imam-califfi dunque dell'intera Dār al-Islām.
La loro strategia era dunque quella di deporre il califfo abbaside ma, per giungere in Iraq con il loro forte esercito era indispensabile conquistare tutti i paesi intermedi: l'Egitto dapprima e la Siria poi.
In Egitto dominava - dopo la riconquista abbaside ai danni dei Tulunidi - la dinastia ikhshidide e fu contro di essa quindi che l'Imam al-Mahdī concentrò tutti i suoi sforzi.
I suoi piani però non ebbero successo, anche perché in Egitto il governo ikhshidide era abbastanza efficiente da sapere rispondere colpo su colpo e perché gli stessi Egiziani non mostravano per conto loro alcun desiderio di cambiare padrone. Fallirono quindi due tentativi.
L'azione condotta contro l'Egitto fu successivamente rallentata dall'esplodere di una grave rivolta interna, condotta dall'"Uomo dall'asino", un berbero kharigita ibadita, di nome Abū Yazīd Makhlad b. Kaydād al-Nukkārī, dei Banū Zanāta, che agì tra il 942 e il 947.
Salito però al potere il nuovo Imām al-Muʿizz li-dīn Allāh (reg. 953-975), un terzo tentativo fu portato a buon fine nel 969 dal generale Jawhar al-Siqilli (Jawhar b. ʿAbd Allāh), che aveva puntigliosamente organizzato stavolta il corpo di spedizione fatimide. Una carestia che aveva afflitto l'Egitto e l'opera di generosa corruzione operata nei confronti di numerosi funzionari ikhshididi (tra cui l'abile vizir Abū l-Faraj Yaʿqūb ibn Yūsuf ibn Killis) facilitarono la conquista del Paese.
Entrati a Fusṭāṭ dopo avere colto una vittoria nella battaglia di Giza (30-6-969), i Fatimidi costruivano immediatamente la nuova cittadella fortificata del Cairo, che deve il suo nome al fatto d'essere stata chiamata al-madīnat al-qāhira al-muʿizziyya, cioè "la città soggiogatrice di al-Muʿizz".

## Arte

### Architettura

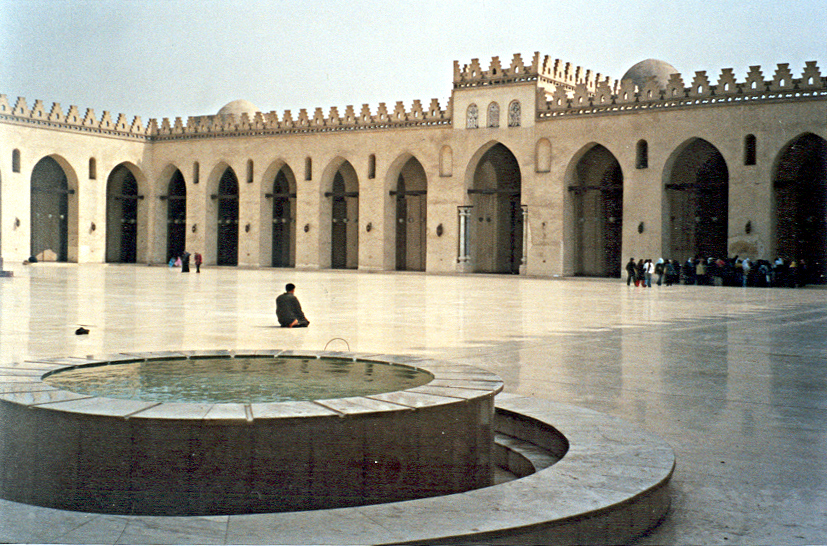
Moschea di al-Hakim al Cairo

Il primo esempio di architettura fatimide, nella città di Mahdiyya rientrò nel cosiddetto romanico d'Africa sorto nell'IX secolo e prese spunto da elementi classici romani. Intorno alla seconda metà del X secolo vennero eretti moschee, caserme, palazzi ed edifici pubblici nel pieno rispetto della linea fatimide, combinando elementi dello stile tulunide, rimembranze aghlabidi e spunti omayyadi di Cordova, senza trascurare le nozioni artistiche persiane e siriane.
Le moschee dei primi Imam si distinsero per la navata centrale più alta, concludente in un vano a cupola di fronte al miḥrāb, per le decorazioni a stucco, per i minareti in pietra posti all'estremità di forma cilindrica e impreziositi da fregi calligrafici, come nel caso della moschea di al-Ḥākim (1013). Nel 1124 venne completata la moschea di al-Akhmar, caratterizzata da evidenti elementi persiani soprattutto nella facciata a portale; interessanti i muqarnaṣ angolari.
Tra le strutture più significative dell'epoca si annoverano le tre grandi porte facenti parte della mura difensiva del Cairo e i mausolei dei califfi, in una prima fase a baldacchino, e in periodo tardo costituiti da una tomba a cupola.
Complessivamente gli architetti fatimidi influenzarono notevolmente quelli ayyubidi.

### Arti decorative

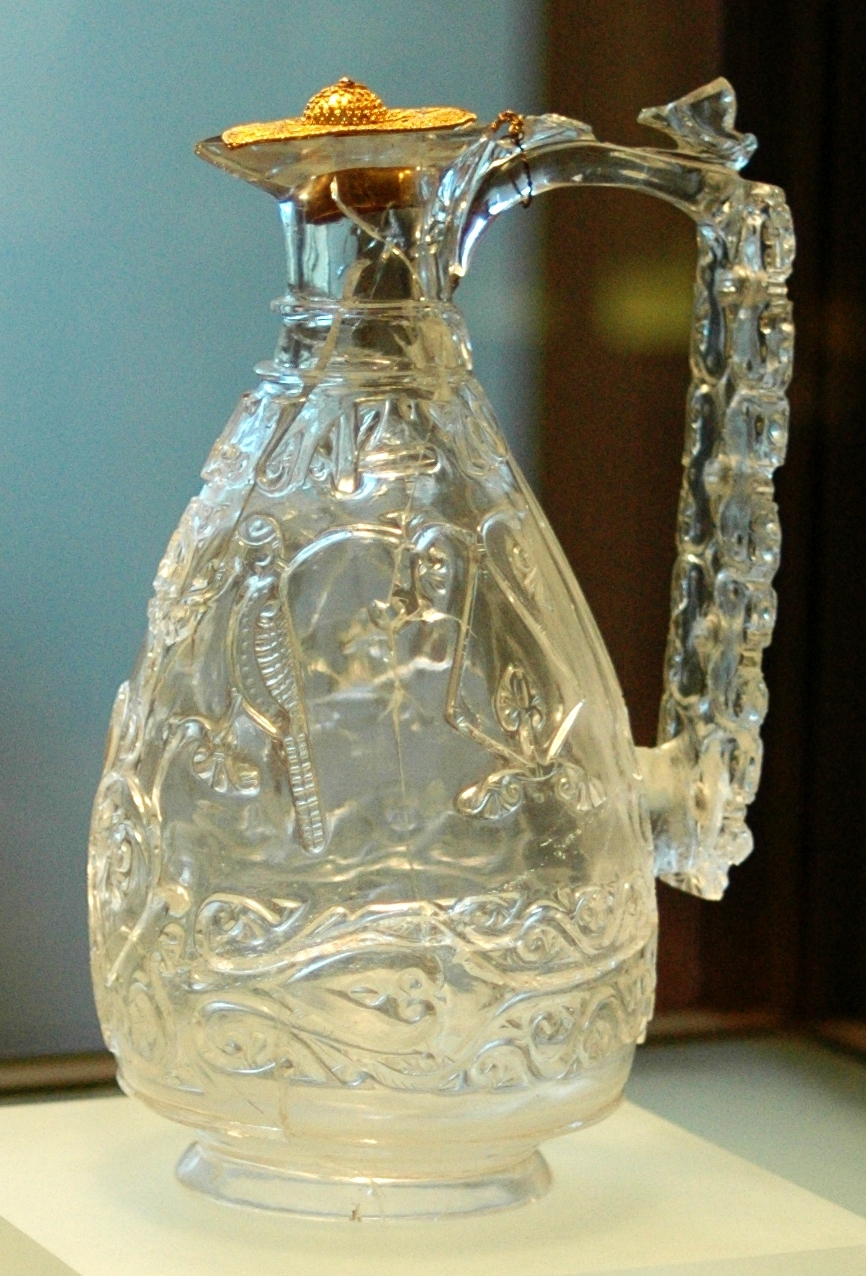
Arte fatimide dell'XI secolo (bottiglia in cristallo di rocca prodotto nell'Italia meridionale, proveniente dall'abbazia di Saint-Denis e ospitato nel Louvre)

Emersero gli intagli in pietra, legno e stucco adatti per ornare palazzi e moschee. Lo stile, inizialmente derivante dall'arte abbaside, assunse caratteri autonomi, quali una maggiore eleganza, l'introduzione di arabeschi su un fondo neutro che ricordano gusti copti. Fra i legni fatimidi più significativi si ricordano temi di cacce, danze, musica e floreali.
Si diffusero anche pitture decorative, come nella moschea di Qayrawan (1060), eseguiti da una scuola fatimide impegnata nella decorazione dei soffitti dei palazzi profani, arricchiti di immagini di musici e festini, concessi da una certa larghezza di vedute dell'ambiente sciita rispetto al divieto di riprodurre immagini. Qualche frammento di queste pitture è visibile ancora oggi nella Cappella Palatina a Palermo.
Un grande sviluppo ricevettero anche i tessuti con temi geometrico-astratti, prodotti dalla manifattura statale, il tirāz, oltre alla lavorazione del cristallo di rocca e del vetro intagliato e ornato a lustro. Tra i pezzi più pregiati si ricordano la brocca a pera del Tesoro di San Marco a Venezia e il grifone del camposanto di Pisa.
Per quanto riguarda la produzione ceramica, l'Egitto fatimide poté contare anche su artigiani emigrati da Samarra: nel complesso la produzione si suddivise in una a smalto bianco di impronta mesopotamica con motivi animali e naturali, e in una con incisioni a motivi a champlevé.

## Elenco degli imām fatimidi
1. ʿUbayd Allāh al-Mahdī bi-llāh (909-934)
2. Muhammad al-Qāʾim bi-amri llāh (934-946)
3. Ismāʿīl al-Manṣūr bi-naṣri llāh (946-953)
4. al-Muʿizz li-dīn Allāh (953-975)
5. Abū Manṣūr Nizār al-ʿAzīz bi-llāh (975-996)
6. al-Hākim bi-amri llāh (996-1021)
7. ʿAlī al-Ẓāhir (1021-1036)
8. al-Mustanṣir bi-llāh (1036-1094)
9. al-Mustaʿlī (1094-1101)
10. al-Āmir bi-aḥkāmi llāh (1101-1130)
11. Abu l-Qasim Tayyib (1130-1132, ma non universalmente accettato)
12. al-Ḥāfiz (1132-1149)
13. al-Zāfir (1149-1154)
14. al-Fāʾiz (1154-1160)
15. al-ʿĀḍid (1160-1171)